# Leuchtturm Kaiserschleuse
Der Leuchtturm  Kaiserschleuse Ost (auch Pingelturm genannt) steht an der Zufahrt zur Kaiserschleuse in Bremerhaven. Der Turm wurde 1900 nach einem Plan des Hafenbaudirektors Rudolf Rudloff (1851–1922) gebaut, der auch das Unterfeuer Bremerhaven zeichnete.  Die Bauwerkshöhe beträgt 15 m, die Leuchtfeuerhöhe 10 m. Der Leuchtturm trägt eine Nebelglocke, die 1950 bei J.F. Weule in Bockenem am Harz gegossen wurde. Er ist der nördlichste historische Leuchtturm der Seestadt. Am Nordende des Container-Terminals stehen noch die beiden modernen Türme der Richtfeuerlinie Imsum. In Größe und Aussehen ähnelt der Pingelturm dem mehr als 100 Jahre älteren Leuchtturm Moritzburg.

Mit der Eröffnung der neuen Kaiserschleuse verlor der Turm Kaiserschleuse Ost seine Funktion an den einige Meter weiter südlich neu aufgestellten grünen Gittermast Kaiserschleuse Süd, der 2011 in Betrieb genommen wurde und mit einem Nebelhorn ausgestattet ist.
Das Gebäude steht seit 1984 unter Bremer Denkmalschutz.